# Torre del Arroyo del Lobo
La Torre del Arroyo del Lobo, también denominada a veces simplemente Torre del Lobo, es una almenara de probable origen medieval situada en la ensenada de Getares en Algeciras (España) controlando el tramo de costa desde punta Carnero hasta punta de San García y el camino que discurriendo por la costa comunicaba las ciudades de Algeciras y Tarifa. Formaba parte del sistema defensivo del estrecho de Gibraltar en la Edad Media junto a otras torres y recintos fortificados de la zona.
La torre se encuentra situada en la ladera del cerro del Lobo, a 76,3 metros sobre el nivel del mar y a 935 metros de la costa acotada por el norte por el río Pícaro y por el sur por el arroyo del Lobo que mantienen caudal de agua durante todo el año. Aunque son necesarias más investigaciones al respecto la aparición de material cerámico meriní datado entre los siglos XIII a XIV en el enfoscado de sus muros y de material cerámico almohade datado entre los siglos XII y XIII parece apuntar a un origen medieval vinculado con la cercana ciudad de Al-Yazira Al-Jadra aunque es posible un origen anterior.
El edificio tiene planta rectangular con unos 8 metros en su máxima longitud. Debió alcanzar los 13 metros de altura aunque en la actualidad los restos conservados no superan los 6 metros. Poseyó dos plantas y sótano accesibles a través de unas escaleras de obra cuyo arranque y parte de su bóveda de ladrillo se conservan actualmente. Los materiales empleados en su construcción fueron mampuestos y lajas de piedra similares a los presentes en las colinas y cerros próximos unidos con argamasa.